# Orthostichidium pentagonum
Orthostichidium pentagonum là một loài Rêu trong họ Pterobryaceae. Loài này được (Hampe & Lorentz) Müll. Hal. miêu tả khoa học đầu tiên năm 1897.